# Zmęczenie gleby
Zmęczenie gleby – zjawisko polegające na zmniejszeniu się urodzajności gleby poprzez negatywne zmiany w jej stanie biologicznym i pogorszenie się jej właściwości. Powstaje jako efekt jednostronnego użytkowania, np. przy długotrwałych upraw monokulturowych, zwłaszcza roślin wpływających znacząco na właściwości gleby (edyfikatory).
Głównym skutkiem zmęczenia gleby jest radykalne zmniejszanie się plonów, pomimo stosowania wysokich dawek nawozów czy intensywnych metod uprawy.

## Przyczyny
Główną przyczyną zmęczenia gleby jest rozprzestrzenianie się patogenów i szkodników roślin uprawnych, także bakteriofagów niszczących takie pożyteczne mikroorganizmy symbiotyczne jak bakterie Rhizobium, wiążące azot atmosferyczny. Ponadto w glebie następuje kumulacja specyficznych związków chemicznych wydzielanych przez rośliny danego gatunku, jednocześnie wpływających na ten gatunek niekorzystnie (tzw. allelopatia). 
Zmęczenie gleby łatwo zauważyć w przypadku ciągłej uprawy takich roślin motylkowatych jak: koniczyn (wykoniczynienie) czy łubinów (wyłubinienie), buraków (wyburaczenie), czy pszenicy.

## Przeciwdziałanie
Aby przywrócić zmęczonym glebom produktywność stosuje się złożone zabiegi agrotechniczne i fitomelioracyjne. Często korzystny efekt daje przeoranie roślin wieloletnich, stosowanie właściwych płodozmianów, a także zaopatrzenie gleby w niektóre makro i mikroelementy wyczerpane w ciągu długiego okresu uprawiania tej samej rośliny.
Zmęczenie gleby może także ustąpić, jeśli zastosuje się przerwę w uprawie gatunków, które na danym polu spowodowały zmęczenie:
- słonecznik i len: 4–6 lat
- rośliny motylkowe drobnonasienne: 4–5 lat
- buraki i brukiew: 4–6 lat
- strączkowe: 1–3 lat
- pszenica i jęczmień: 1–2 lat
- ziemniaki: 2 lata[1]

## Podtypy
- wybobiczenie – spowodowane masowym pojawieniem się w glebie bakteriofagów niszczących bakterie brodawkowe bobiku, towarzyszy mu występowanie patogenów chorób grzybowych wywołujących zgorzel korzeniową, gnicie podstawy łodygi oraz plamistość liści[2]
- wyburaczenie – spowodowane masowym występowaniem mątwika burakowego towarzyszy mu występowanie patogenów chorób grzybowych wywołujących zgorzel siewek, gnicie kiełków oraz plamistość liści[2]
- wykoniczynienie – spowodowane masowym występowaniem bakteriofagów niszczących bakterie brodawkowe koniczyny[2]
- wylnienie – spowodowane masowym wystąpieniem różnych chorób lnu jak fuzarioza, antraknoza, szara pleśń[3]
- wylucernienie – spowodowane masowym pojawieniem się bakteriofagów niszczących bakterie brodawkowe lucerny[3]
- wyłubinienie – spowodowane masowym pojawieniem się w glebie bakteriofagów niszczących bakterie brodawkowe łubinu, towarzyszy mu występowanie patogenów chorób grzybowych wywołujących zgorzel korzeniową i antraknozę[3]
- wyogórczenie – powstałe na skutek częstej uprawy ogórka po sobie, przyczyną jest nagromadzenie w glebie związków toksycznych dla ogórka[4]
- wypszeniczynienie – objawiające się zamieraniem młodych roślin pszenicy, porażonym chorobami, głównie podsuszkowymi, spowodowane jest zbyt częstym uprawianiem pszenicy na tym samym polu[4]
- wyziemniaczenie – spowodowane masowym wystąpieniem mątwika ziemniaczanego, towarzyszy mu występowanie patogenów chorób grzybowych wywołujących zgorzel kiełków, zgorzel korzeniową korzeni pierwotnych i właściwych oraz bielenie łodyg[5]